# Raspailia topsenti
Raspailia topsenti är en svampdjursart som beskrevs av Arthur Dendy 1924. Raspailia topsenti ingår i släktet Raspailia och familjen Raspailiidae. Inga underarter finns listade i Catalogue of Life.